# Stoermeriana muriniscolor
Stoermeriana muriniscolor is een vlinder uit de familie spinners (Lasiocampidae). De wetenschappelijke naam van deze soort is voor het eerst geldig gepubliceerd in 1984 door Rougeot.
De soort komt voor in tropisch Afrika.